# Xiruana gracilipes
Xiruana gracilipes är en spindelart som först beskrevs av Eugen von Keyserling 1891.  Xiruana gracilipes ingår i släktet Xiruana och familjen spökspindlar. Inga underarter finns listade i Catalogue of Life.